# Fukomys anselli
Fukomys anselli är en däggdjursart i familjen mullvadsgnagare som förekommer i södra Afrika. Den godkänns huvudsakligen på grund av sin avvikande karyotyp (2n=68) som art.
Denna gnagare blir 108 till 135 mm lång (huvud och bål) och den har en 14 till 23 mm lång svans. Vikten varierar mellan 65 och 145 g, hanar är allmänt tyngre än honor. Individernas päls ändrar sig under livets gång från gråaktig, över gråbrun och brun till ockra. Ofta förekommer en vit punkt på hjässan.
Artens utbredningsområde ligger i Zambia norr om floden Kafue nära staden Lusaka. Det har ungefär en diameter av 100 km. Gnagaren lever i savanner med buskar samt i trädgårdar och på golfplatser.
En grupp av cirka 12 individer (ett föräldrapar och ungarna från olika kullar) lever tillsammans i ett tunnelsystem. Två eller tre kullar per år förekommer. Honor föder oftast tvillingar. Arten äter främst underjordiska växtdelar.
Fukomys anselli fångas av människor för köttets skull och den bekämpas av bönder som betraktar den som skadedjur. IUCN listar arten som nära hotad (NT).